# Потоцкий, Ян Теодорих
Ян Теодорих Потоцкий (1608—1664) — государственный деятель Речи Посполитой, подкоморий галицкий (с 1642 года), польский переводчик. Представитель польского магнатского рода Потоцких герба «Пилява». 

## Биография
Младший сын каштеляна каменецкого Анджея Потоцкого (ок. 1552—1609) от второго брака с Катариной Бучацкой-Творовской.
С 1642 года — подкоморий галицкий.
Ян Теодорих Потоцкий был дважды женат. Его первой женой была Анна Лещинская, дочь канцлера великого коронного Вацлава Лещинского (1576—1628) и Анны Роздражевской (1586 — после 1619), от брака с которой имел двух сыновей и двух дочерей:
- Криштоф Седзивой Потоцкий (ум. 1683), староста яблоновский
- Богуслав Потоцкий (ум. 1684/1693), староста яблоновский
- Анна Потоцкая, жена подкомория галицкого Антония Горайского
- Елена Потоцкая, жена подстолия львовского Яцека Яблоновского

Вторично женился на Софии Горайской, от брака с которой имел единственную дочь:
- Марианна Потоцкая, жена Марциана Грабянки